# セルゲイ・オフチニコフ (バレーボール)
セルゲイ・アナトリエヴィチ・オフチンニコフ（露: Сергей Анатольевич Овчинников 、1969年1月25日 - 2012年8月29日）は、ロシアのバレーボール指導者。バレーボールロシア女子代表監督を務めた。

## ロシア女子代表監督として
2011年
2011年の終盤、ロシア女子代表チームの監督に就任。
欧州選手権（監督はウラジミル・クジュトキン）で6位を喫したため、11月のワールドカップ（上位3か国は翌年のロンドン五輪出場権獲得）に出場できずなど、その頃のロシアは若干低迷していた。
2012年
5月1日 - 6日、ロンドン五輪欧州予選（優勝国 トルコのみ五輪出場権獲得）でロシアを率いるが、結果は3位。次の最終予選に懸けることとなる。
5月19日 - 27日、ロンドン五輪世界最終予選（上位3か国とアジア最上位の計4か国が五輪出場権獲得）でロシアを率い、全勝で1位。五輪本大会出場への最後の切符を獲得した。
7月28日 - 8月11日、ロンドン五輪の本大会で采配したロシアは、予選Aグループを全勝で1位通過。しかし、準々決勝でブラジルにフルセット負けを喫し敗退となった。

## 死去
2012年8月29日に、ディナモ・モスクワの合宿先だったクロアチアのホテルの自室にて死去（43歳没）。ロンドン五輪での成績に対する国内メディアからの強い批判があったこと、関連性は不明ながら、自殺だったという報道もある。